# Люблинская, Анна Александровна
А́нна Алекса́ндровна Любли́нская (5 (18) июня 1903, Гродно — 26 июня 1983, Ленинград) — советский психолог, доктор педагогических наук, профессор, заслуженный деятель науки РСФСР.

## Биография
Анна Александровна Люблинская родилась в 1903 году в Гродно.
В 1924 году окончила Ленинградский педагогический институт дошкольного образования, после чего осталась работать на кафедре психологии института. Во время блокады Ленинграда работала воспитателем в доме ребёнка.
В 1958 году защитила докторскую диссертацию на тему «Мышление ребёнка». С 1963 по 1975 заведовала кафедрой педагогики и методики начального обучения.
В 1976 году была удостоена чести перерезать ленточку при открытии Ленинградского педагогического училища №7.
Скончалась 26 июня 1983 года в Ленинграде.

## Научная деятельность
А. А. Люблинская занималась экспериментальными исследованиями развития мышления и его связи с речью и действиями ребёнка, ролью речи в чувственном познании, в практике и в умственной деятельности детей. Исследовала проблемы творчества. Разрабатывала методы диагностики умственного развития детей младшего школьного возраста. 
Под руководством А. А. Люблинской проводился длительный эксперимент по перестройке системы начального обучения, в ходе которого изучались общие закономерности психического развития детей дошкольного возраста. Учебная деятельность рассматривалась как фактор умственного развития детей. В ходе эксперимента решались важные практические задачи обучения: соотношение знаний и действий с ними, межпредметные и внутрипредметные связи, роль терминов в усвоении понятий, повышение развивающих возможностей обучения. 
Опираясь на концепцию отношений В. Н. Мясищева, изучала проблемы нравственного воспитания.

## Основные труды
- Люблинская А. А. Игры школьника в семье. — М.: «Молодая гвардия», 1940.
- Люблинская А. А. Беседы родителей с детьми. — Л.: «Лениздат», 1945.
- Люблинская А. А. Беседы с воспитателем о развитии ребёнка. — М.: «Учпедгиз», 1962.
- Люблинская А. А. Детская психология. — М.: «Просвещение», 1971.
- Синявская Н. Г., Туроверова Н. И., Люблинская А. А., Мокровская Ф. З., Тур А. Ф. Родителям о детях. — М.: «Медицина», 1976.
- Люблинская А. А. Учителю о психологии младшего школьника. — М.: «Просвещение», 1977.
- Люблинская А. А. Система отношений – основа нравственной воспитанности личности // «Вопросы психологии», 1983, № 2, с. 74–78.